# اسنودن (فیلم)
اسنودن (انگلیسی: Snowden) یک فیلم زندگی‌نامه‌ای به کارگردانی الیور استون است.
این فیلم بر اساس ماجراهای ادوارد اسنودن، افشاگر برنامه‌های جاسوسی سایبری ایالات متحدهٔ آمریکا ساخته شده‌است و پس از دو سال تأخیر، در ماه سپتامبر ۲۰۱۶ به نمایش عمومی درآمد. در این فیلم داستانی، جوزف گوردون لویت نقش ادوارد اسنودن را بازی می‌کند. شیلین وودلی، ملیسا لیو، زکری کینتو و تام ویلکینسون بازیگران دیگر این فیلم هستند.
فیلمنامهٔ این فیلم که توسط خود الیور استون نوشته شده، بر اساس کتاب پرونده‌های اسنودن؛ جزئیات ماجراهای تحت تعقیب‌ترین مرد جهان نوشتهٔ لوک هاردینگ، روزنامه‌نگار گاردین بوده‌است.
فیلمبرداری فیلم در مونیخ و لوکیشن‌هایی از کشورهای مختلف انجام گرفته‌است.